# Поштовий літак

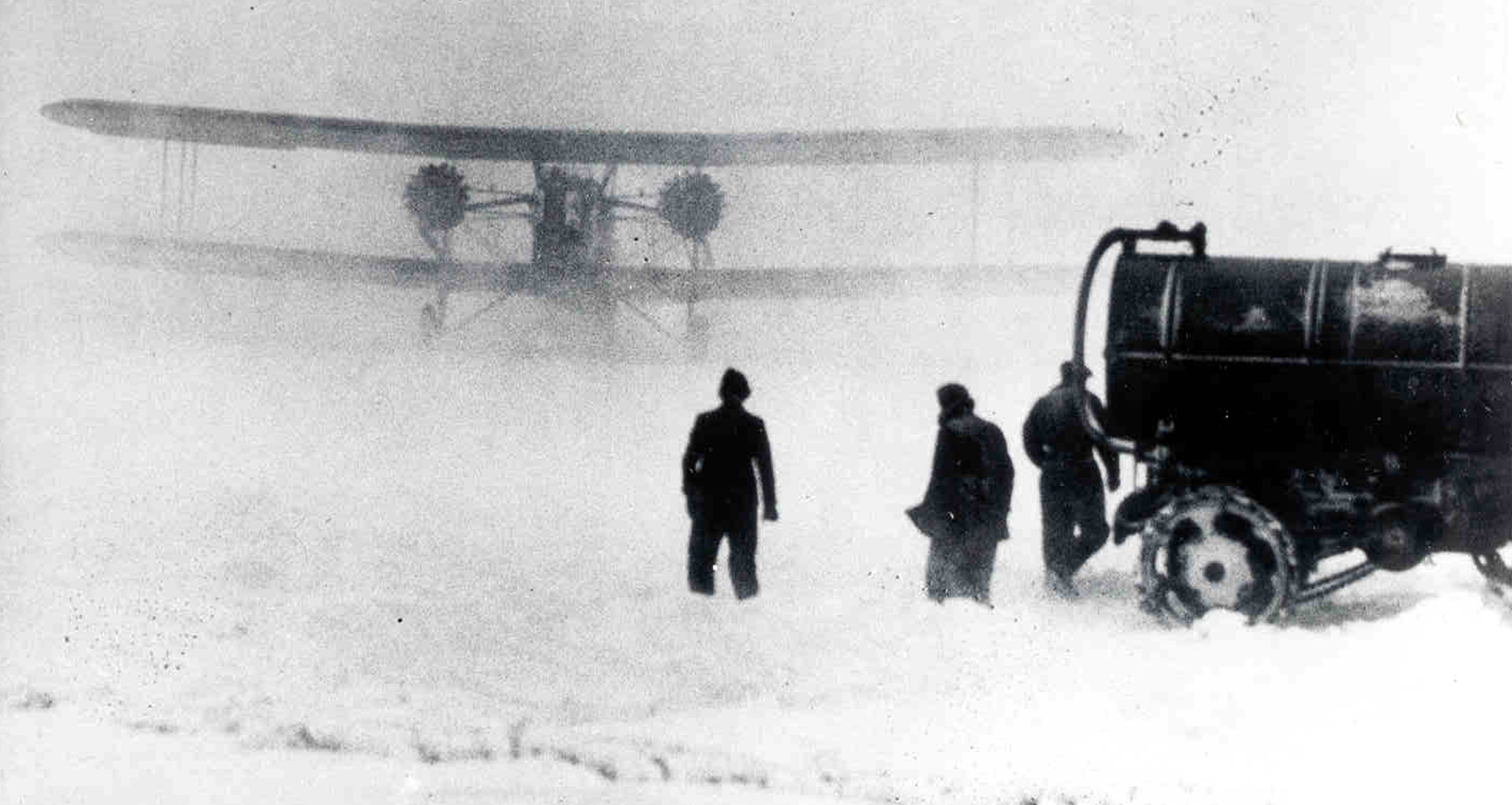
Keystone B-6 Армійського корпусу США, який використовувався як поштовий літак, 1934.

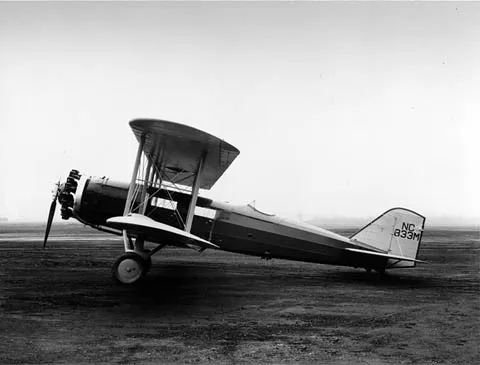
1920-ті, Boeing Model 40 — поштовий літак.

Поштовий літак — літак, призначений для перевезення пошти.
Літаки, призначені виключно для транспортування пошти, були найбільш поширені до Другої світової війни. У зв'язку з тим, що перші комерційні літаки були мало пристосовані до перевезення великих вантажів і надто дорогими для обслуговування будь-яких служб перевезення пасажирів економ-класу, головна цивільна роль літака полягала в тому, щоб перевозити поштові відправлення швидше, ніж це робить наземний транспорт.
Літаки, що перевозили пошту, мали на фюзеляжі спеціальну офіційну емблему.
З кінця 40-х років поштові літаки ставали все менш поширеними в авіації, оскільки зростаючі розміри літаків та зростання попиту на авіаперевезення сприяли суміжному використанню цього виду транспорту. 
Поштові оператори та компанії з вантажоперевезень, такі як «UPS», «DHL», «FedEx Express» тощо мають власний авіафлот, який виконує роль поштових літаків, які окрім пошти можуть перевозити і великогабаритні чи сипучі вантажі.

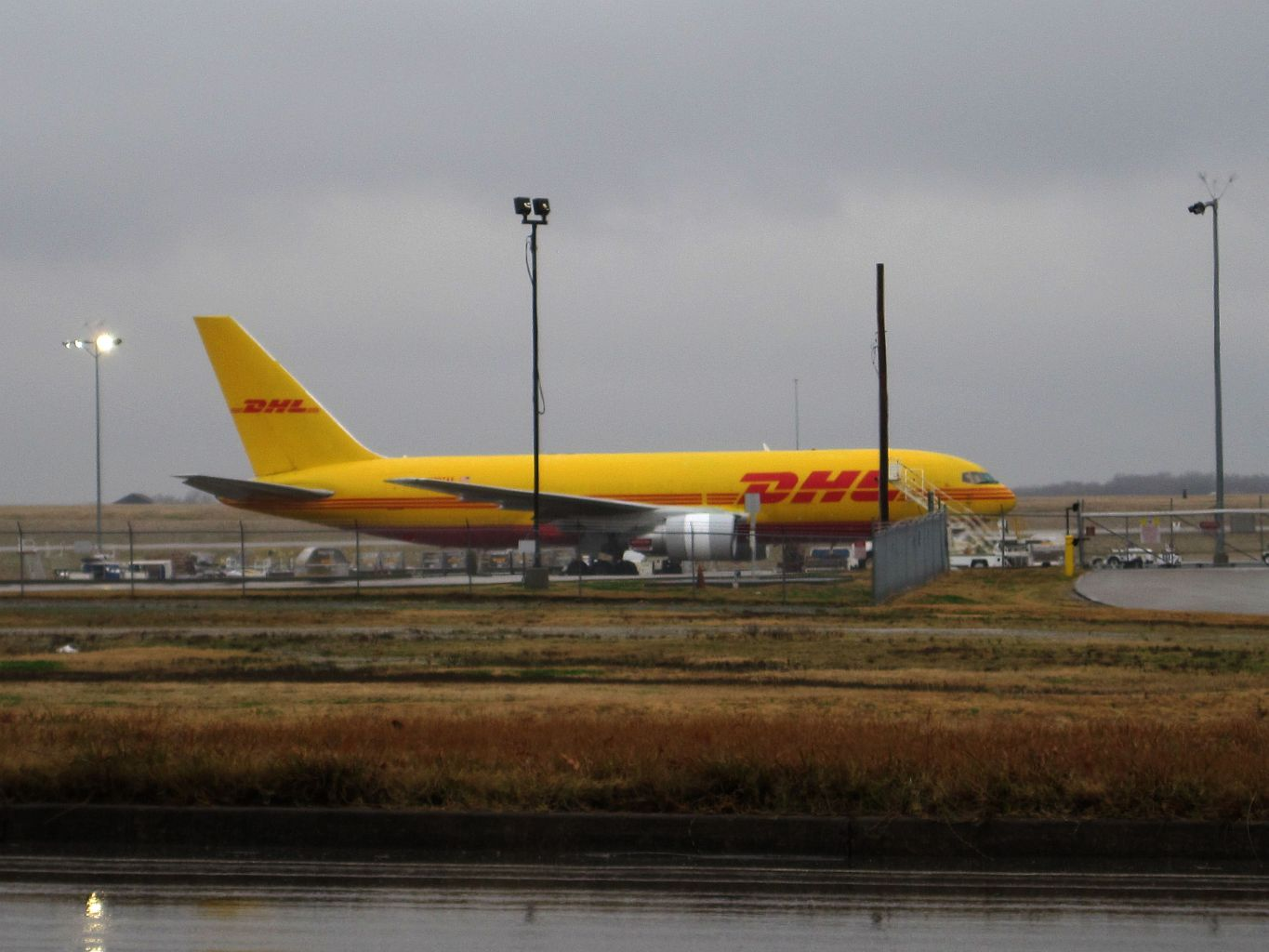
Поштовий літак «DHL»
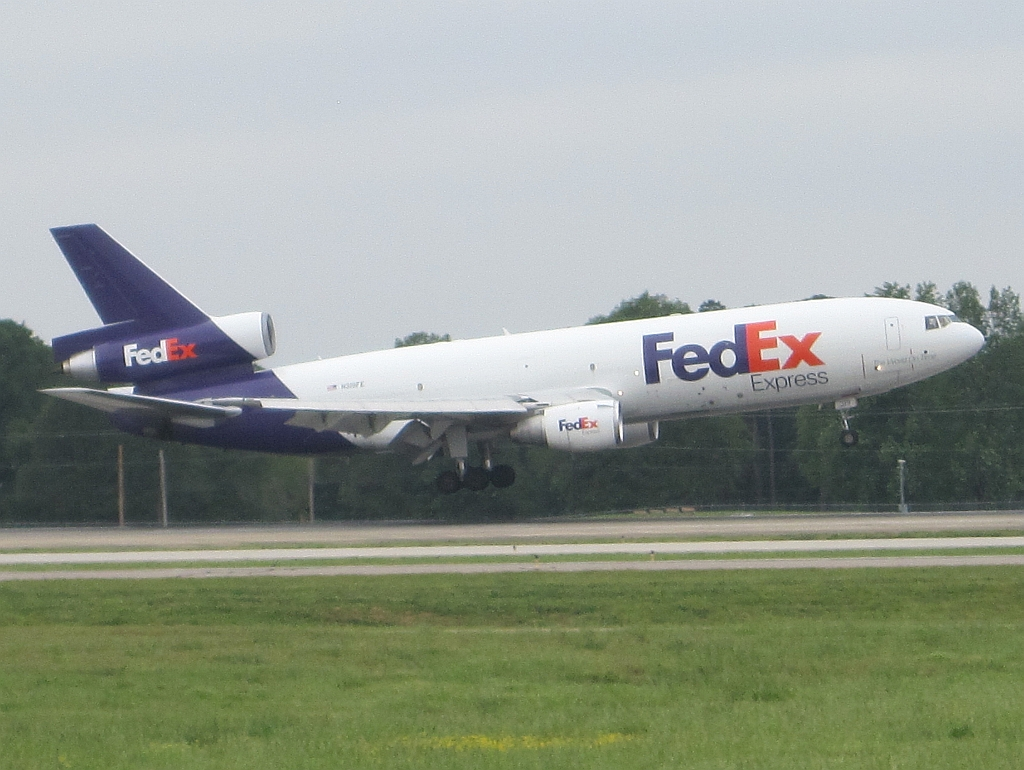
Літак «FedEx Express»
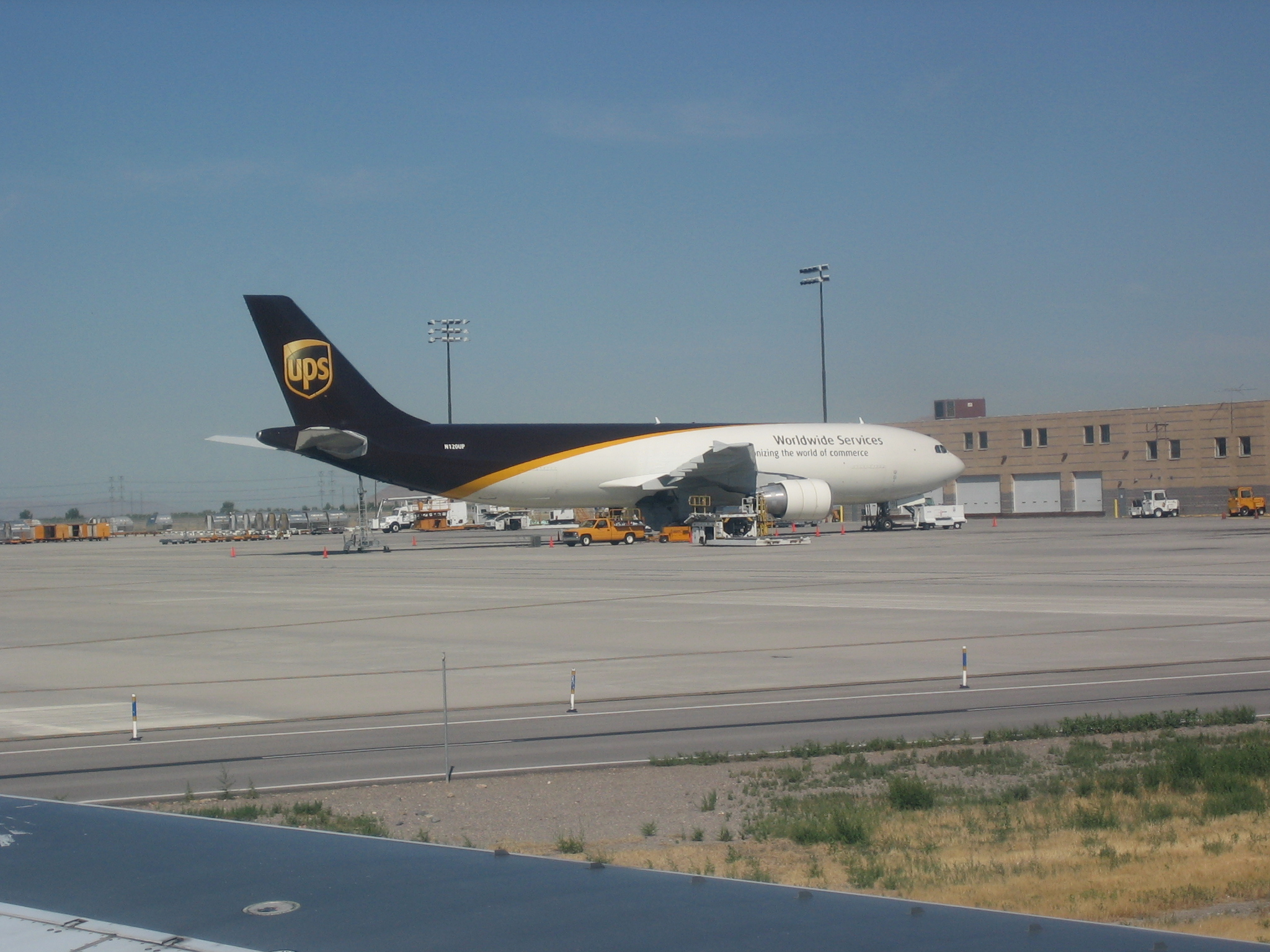
Літак «UPS»
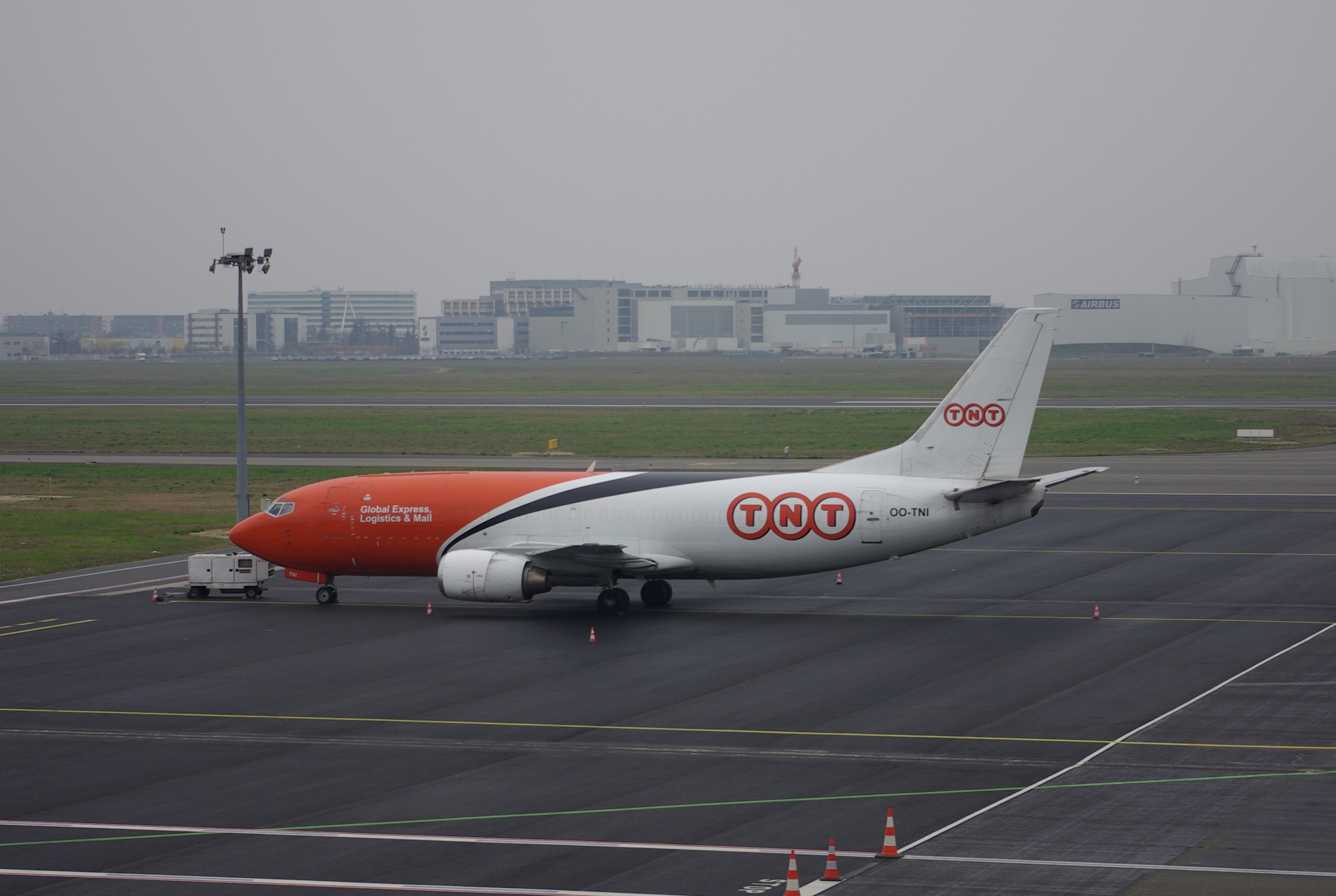
Літак «TNT»